# Puygros
Puygros település Franciaországban, Savoie megyében. Lakosainak száma 375 fő (2022. január 1.). Puygros Curienne, Saint-Jean-d’Arvey, Thoiry és La Thuile községekkel határos.

## Népesség
A település népességének változása:
| Lakosok száma | 377  | 386  | 398  | 385  | 382  | 379  | 377  | 371  | 375  |
|               | 2013 | 2015 | 2016 | 2017 | 2018 | 2019 | 2020 | 2021 | 2022 |